# Elbtal (Limburg-Weilburg)
Elbtal é um município da Alemanha, no distrito de Limburg-Weilburg, na região administrativa de Gießen, estado de Hessen.